# Wisła Płock (håndbold)
Orlen Wisła Płock er en polsk håndboldklub, hjemmehørende i Płock, Polen.

## Spilletruppe 2019-20
| Målvogtere - 01 Adam Morawski - 12 Ivan Stevanović Venstre fløje - 26 Przemysław Krajewski - 34 Lovro Mihić Højre fløje - 03 Michal Daszek (c) - 11 Jerko Matulić Stregspillere - 18 Mateusz Piechowski - 19 Leon Šušnja - 33 Igor Žabič - 39 Renato Sulić | Venstre back - 04 Philip Stenmalm - 21 Zoltán Szita Playmaker - 09 Ondřej Zdráhala - 13 Álvaro Ruiz Sánchez - 50 Niko Mindegía Højre back - 35 Konstantin Igropulo - 55 Žiga Mlakar |